# Lietuvos Taurė 2025
La Lietuvos Taurė 2025, anche nota come FPRO LFF Tauré 2025, è la 37ª edizione della coppa nazionale di Lituania, iniziata l'15 aprile 2024 e con termine nel settembre 2024. La squadra vincitrice ottiene la qualificazione per la UEFA Conference League 2026-2027.
La squadra campione in carica è il Banga Gargždai, che ha vinto la sua prima coppa nazionale nell'edizione 2024.

## Calendario
Il formato rimane lo stesso dell'edizione precedente: le squadre riserve non prendono parte alla competizione, mentre le squadre di A lyga entrano nella coppa dal secondo turno.
| Turno            | Sorteggio      | Date                      |
| ---------------- | -------------- | ------------------------- |
| Primo turno      | 11 aprile 2025 | 11-15 aprile 2025         |
| Secondo turno    | 17 aprile 2025 | 29 aprile - 7 maggio 2025 |
| Ottavi di finale | 12 maggio 2025 | 20-28 maggio 2025         |
| Quarti di finale | 19 giugno 2025 | agosto 2025               |
| Semifinali       |                |                           |
| Finale           |                |                           |

## Partite

### Primo turno
Il sorteggio per il primo turno si è tenuto l'11 aprile 2025.
| Squadra 1         | Risultato   | Squadra 2        |
| ----------------- | ----------- | ---------------- |
| Nevėžis           | 3 - 1 (dts) | BFA              |
| Cementininkas     | 4 - 0       | FKS Ukmergė      |
| Utenos Utenis     | 3 - 1       | Širvėna          |
| Vilnius           | 1 - 0       | Šilutė           |
| Statyba-Sendvaris | 0 - 13      | Tauras           |
| Nemunas           | 0 - 1       | Jonava           |
| Klaipėdos FM      | 3 - 1       | Viltis           |
| Ave.Ko.           | 1 - 18      | Ekranas          |
| Tera Vilnius      | 0 - 8       | FK Atmosfera     |
| Narjanta Kupiškis | 0 - 3       | AFK Vilnius      |
| FM Fortūna        | 0 - 3       | FK Babrungas     |
| Utenos Utena      | 0 - 2       | Kazlu Ruda       |
| Delamode Euforija | 0 - 3       | BE1              |
| Geležinis Vilkas  | 1 - 5       | Sveikata         |
| VGTU-Vilkai       | 6 - 1       | Venta Kuršėnai   |
| Dembava           | 1 - 3       | Neptūnas         |
| Saned             | 0 - 6       | Sirijus Klaipėda |
| Ataka             | 0 - 3       | Minija Kretinga  |

### Secondo turno
Il sorteggio per il secondo turno si è tenuto il 17 aprile 2025.
| Squadra 1         | Risultato   | Squadra 2       |
| ----------------- | ----------- | --------------- |
| Nevėžis           | 1 - 2       | Minija Kretinga |
| AFK Vilnius       | 4 - 2       | Pempininkai     |
| Kazlu Ruda        | 1 - 0       | BE1             |
| FK Atmosfera      | 0 - 2       | Banga Gargždai  |
| DFK Dainava       | 0 - 6       | Žalgiris        |
| Vilnius           | 0 - 4       | Sūduva          |
| Klaipėdos FM      | 2 - 3 (dts) | Jonava          |
| Sirijus Klaipėda  | 0 - 5       | TransINVEST     |
| Garliava          | 1 - 0       | Ekranas         |
| VGTU-Vilkai       | 0 - 6       | Hegelmann       |
| Utenos Utenis     | 1 - 5       | Tauras          |
| Sveikata          | 0 - 2       | FK Babrungas    |
| Neptūnas          | 0 - 1 (dts) | Kauno Žalgiris  |
| Riteriai          | 1 - 2       | Šiauliai        |
| Trivartis Vilnius | 0 - 13      | Panevėžys       |
| Cementininkas     | 2 - 3       | Džiugas Telšiai |

### Ottavi di finale
Il sorteggio per gli ottavi di finale si è tenuto il 12 maggio 2025.
| Squadra 1       | Risultato   | Squadra 2       |
| --------------- | ----------- | --------------- |
| 20 maggio 2025  |             |                 |
| Žalgiris        | 2 - 4 (dts) | Kauno Žalgiris  |
| 21 maggio 2025  |             |                 |
| AFK Vilnius     | 0 - 6       | FK Babrungas    |
| Minija Kretinga | 0 - 1       | Džiugas Telšiai |
| 27 maggio 2025  |             |                 |
| Banga Gargždai  | 0 - 1       | Šiauliai        |
| Kazlu Ruda      | 1 - 4       | Jonava          |
| Garliava        | 0 - 3       | Panevėžys       |
| TransINVEST     | 0 - 1       | Hegelmann       |
| 28 maggio 2025  |             |                 |
| Tauras          | 1 - 3       | Sūduva          |

### Quarti di finale
| Squadra 1      | Risultato | Squadra 2       |
| -------------- | --------- | --------------- |
| agosto 2025    |           |                 |
| Hegelmann      | 3-1       | Šiauliai        |
| Kauno Žalgiris | 0-2       | Sūduva          |
| FK Babrungas   | 1-2       | Džiugas Telšiai |
| Jonava         | 1-4       | Panevėžys       |